# إقليم قلعة السراغنة
قلعة السراغنة هو أحد الأقاليم المغربية تسكنه قبائل السراغنة. ينتمي الإقليم إلى جهة مراكش - أسفي ويقع في وسط البلاد، شمالي شرق مراكش. الإقليم يأوي 754.705 ساكنا (2004).

## المناخ
يتميز الإقليم بمناخ متوسطي، حيث ترتفع درجات الحرارة خلال الصيف وتعتدل في فصل الشتاء. وتصل درجة الحرارة الدنيا إلى 4.90 درجة سيليسيوس. أما درجة الحرارة القصوى فتبلغ أكتر 50.72 درجة سيليسيوس. والتساقطات المطرية الدنيا حوالي 92.80 ميليمتر، والتساقطات المطرية القصوى تبلغ 469 ميليمتر.  تجمع التربة بمنطقة قلعة السراغنة بين نقيضين، «الصلابة»، بمعنى الحدة والقساوة، و«الخصوبة» بمعنى السلاسة والليونة، وقد انصهرا معا ليجعلا من ربوعها، رغم طبيعة مناخها واكراهاته، الأرض المعطاء التي تدر على ساكنتها الفضل الشاسع، متى جادت عليها السماء بالغيث النافع، لتظل الخزان الطبيعي لجهة تانسيفت الحوز.

## اقتصاد
يتميز الإقليم بالطابع الزارعي ومن أنشطة الأقليم: زراعة الحبوب والخضروات ومن أشهر مغروساتها الزيتون خصوصا بامنطقة العتامنة، المغروسات المنتجة للفواكه، تربية الماشية، والفلاحة الصناعية. وينقسم الإقليم  الي ستة قطاعات:

### القطاع السقوي
يتجلى القطاع السقوي في : 
- منطقة تساوت العليا : تقع هده المنطقة في أقصى شرق الحوز بين الأطلس والجبيلات.عند منبع وادي تساوت بعلو معدله 650 م.هدا المحيط يغطي مساحة إجمالية تبلغ 54.000 هكتار منها : مساحة مجهزة : 30.000 هكتار.-  سقي تقليدي : 22.000 هكتار - مساحة مسقية بالضخ : 2.000 هكتار
- منطقة تساوت السفلى : تم الشروع في تجهيز هده المنطقة مند سنة 1988 حيث برمج سقي مساحة 44.000 هكتار.انطلاقا من سد بين الويدان عبر قناة ت 2.
- منطقة أغدات  : تم الشروع في تجهيز منطقة أغدات 1 بزمران 99 ودلك على مساحة 3.800 هكتار.و نفس الشأن بالنسبة لمنطقة أغدات 3 التابعة لجماعتي زمران ورأس العين.

### القطاع البوري
القطاع البوري شبه جاف إلى جاف. ويغطي مساحة تصل إلى أكثر من 449.900 هكتار. وتؤثر الظروف المناخية بشكل كبير فيه على تربية الماشية وزراعة الحبوب اللتين تقتسمان الدور الطلائعي بهده المناطق.أما المراعي فهي تغطي 230.700 هكتار يرعى بها 900.000 رأس من الغنم ومن أهم خصائص هدا القطاع هو ضعف نسبة مساحة الملك بالمقارنة مع مساحات الكبيرة التي تشغلها الأراضي الجماعية التي تتميز بتقليص المراعي لفائة الحبوب والتي لا يتعدى مردودها في سنة ممطرة خمس قنطارات في الهكتار.و هده الأراضي الجماعية التي تغطي مساحة تقدر بأكثر من 603.378 هكتار تبقى رهينة بالتوزيعات الدورية.مما يؤثر على عملية الاستتمار بها ويقلص من قيمتها العقارية. إلا أنه توجد بعض المحيطات دات السقي الصغير والمتوسط والواقعة داخل قطاع البور والتي تغطي مساحة إجمالية تقدر ب 10.000 هـ بالبحيرة حيث تتطور بعض الفلاحات عن طريق السقي بالمحاور

### الحليب
عرف قطاع إنتاج الحليب نمو كبير نسبيا، حيت تم استيراد أزيد 5.000 بقرة أصيلة من طرف مختلف تعاونيات الإقليم سنة 1995.

### الزيتون
يحتوي الإقليم على رصيد هام من أشجار الزيتون التي تغطي مساحة 56.000 هكتار أي ما يعادل 50 في المائة من المساحة المغروسة بمنطقة تانسيفت و10 في المائة على الصعيد الوطني ويقدر منتوجها ما بين 60.000 و150.000 طن سنويا حسب المواسم الفلاحية. بلغة الأرقام تتوفر المنطقة على 50 بالمائة من أغراس شجر الزيتون، أي ما يمثل 15 بالمائة من مجموع اغراس الزيتون على الصعيد الوطني، فضلا عن كونها تعرف وطنيا بإنتاج زيت الزيتون ذي الجودة الرفيعة. ويسجل التاريخ أن المنطقة عرفت فترات شح قاسية وسنوات عجاف على مر العصور، ومع كل ذلك، بقيت شجرة الزيتون التي عمرت بالمنطقة لمئات السنين، صامدة في وجه قساوة المناخ، وهي تغطي حاليا 50 ألف هكتار ممثلة 91 بالمائة من إجمالي مغروسات زيتون الجهة بإنتاج سنوي يصل إلى 150 ألف طن.

### الفلاحة الجماعية والصناعية
يتميز الإقليم بطابعه الفلاحي وجل الأراضي ذات طابع جماعي وتغطي مساحة 603.378 هكتار أي 59.61 في المائة من المساحة الإجمالية للإقليم وأكثر من 80 في المائة من الأراضي الصالحة للزراعة.يبلغ عدد دوي الحقوق  : 134.295 وعدد الجماعات السلالية 177 وعدد النواب الشياع 607.
كما  توجد بالإقليم عدة فلاحات صناعية منها ما يعرف إقبالا متزايدا من طرف الفلاحين ومنها ما هي في طور التجربة الصناعة هدا القطاع مرتبط بالإنتاج النباتي والحيواني وقد عرف نموا كبيرا بالإقليم مما استلزم إحداث 4 مناطق صناعية بأهم المراكز الحضرية تستجيب لحاجيات المستثمرين.

## السكان

### التطور السكاني
| 682٬428                                  | 754٬705 | 774٬288 |
| 1994, 2004 : إحصاء رسمي ; 2007 : توقعات. |         |         |

المصدر: معجم العالم

### المناطق الكبرى
| المكان              | عدد السكان (2 سبتمبر 1994) | عدد السكان (2 سبتمبر 2004) |
| ------------------- | -------------------------- | -------------------------- |
| قلعة السراغنة       | 51.373                     | 68.694                     |
| زمران الشرقية       | 26.778                     | 27.415                     |
| تملالت              | 8.701                      | 12.212                     |
| الفرائطة            | 10.222                     | 10.555                     |
| سيدي عيسى بن سليمان | 17.131                     | 17.708                     |
| زمران               | 15.635                     | 15.996                     |
| العطاوية            | 11.219                     | 20.237                     |
| الصهريج             | 12.999                     | 14.165                     |
| بويا عمر            | 12.909                     | 13.640                     |
| الجبيل              | 11.789                     | 10.852                     |
| المزم               | 0000                       | 9.253                      |